# Finsen (cráter)

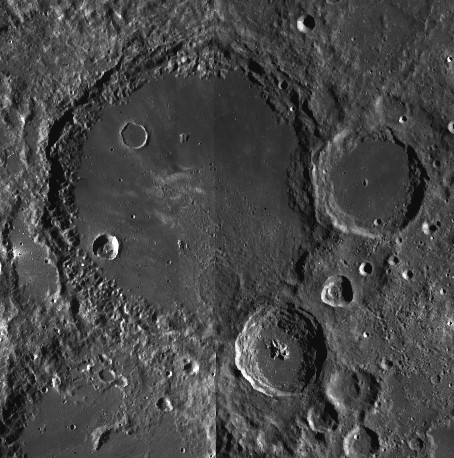
Imagen del cráter Leibnitz, con Finsen abajo a la derecha

Finsen es un cráter de impacto que se encuentra en el hemisferio sur de la luna, cerca del meridiano central de la cara oculta. Se inserta en el exterior del sudeste de la llanura amurallada del  cráter Leibnitz. Las eyecciones de Finsen cubren la parte sureste de la plataforma interior de Leibnitz. Al sudoeste de Finsen aparece otra llanura amurallada, la del cráter Von Kármán, en parte cubierta por Leibnitz.
|  |

Se trata de un cráter de impacto relativamente joven, con un perfil bien definido que no ha sido erosionado de forma significativa por impactos posteriores. El perímetro es circular, pero algo desigual a lo largo del borde, con numerosos salientes hacia el exterior excepto en el norte y noroeste. La pared interior se ha desplomado en algunos lugares, produciendo un borde agudo en la mitad sur. También presenta un buen número de terrazas cortas a lo largo de la pared interior.
La pared interna es más ancha hacia el norte, por lo que la plataforma interior (relativamente nivelada) está ligeramente desplazada hacia el sur. En el punto medio del cráter aparece una formación de pico central, con una longitud aproximada de 15 km. Este pico central tiene un albedo más alto que el suelo o el brocal circundante, dándole un aspecto luminoso. No existen impactos significativos a lo largo del borde del cráter o en su interior.

## Cráteres satélite
Por convención estos elementos son identificados en los mapas lunares poniendo la letra en el lado del punto medio del cráter que está más cerca de Finsen.
|        | \| Finsen \| Coordenadas \| Diámetro \| \| ------ \| -------------------------------- \| -------- \| \| C \| 40°36′S 175°48′O / -40.6, -175.8 \| 26 km \| \| G \| 43°00′S 175°18′O / -43.0, -175.3 \| 33 km \| |          |
| Finsen | Coordenadas | Diámetro |
| C      | 40°36′S 175°48′O / -40.6, -175.8 | 26 km    |
| G      | 43°00′S 175°18′O / -43.0, -175.3 | 33 km    |